# 矩阵对数
在 数学 中，矩陣的对数是找到另一矩阵，使其矩阵指数等于某个矩阵的运算。这是对数的推广，也是矩阵指数的逆运算。不是所有的矩阵都有矩阵对数，矩阵也可能有多于一个矩阵对数。对数矩阵的研究源于李群，因为如果一个矩阵存在矩阵对数，那么这个矩阵对数是李代数向量空间的对应元素。

## 定义
矩阵指数的定义如下
{\displaystyle e^{A}\equiv \sum _{n=0}^{\infty }{\frac {A^{n}}{n!}}.}
给定矩阵B ，若满足 eA = B则称矩阵A是矩阵B的矩阵对数 。因为对于复数而言指数不是一对一的（例如 {\displaystyle e^{\pi i}=e^{3\pi i}=-1}），一个数可以有多个复数对数，因此，一些矩阵可能有多个矩阵对数，如下所述。

## 幂级数表示
如果矩阵 B 与单位矩阵足够接近，那么B的矩阵对数可以表示为如下的幂级数：
{\displaystyle \mathrm {log} (B)=\sum _{k=1}^{\infty }{(-1)^{k+1}{\frac {(B-I)^{k}}{k}}}=(B-I)-{\frac {(B-I)^{2}}{2}}+{\frac {(B-I)^{3}}{3}}\cdots }
如果 {\displaystyle \left\|{B-I}\right\|<1}，那么该级数收敛且 {\displaystyle e^{\mathrm {log} (B)}=B}。

## 示例：平面旋转矩阵的对数
这里给出一个简单的平面旋转矩阵的例子。绕原点逆时针旋转α弧度的旋转可表示为一个2×2矩阵 
{\displaystyle A={\begin{bmatrix}\cos(\alpha )&-\sin(\alpha )\\\sin(\alpha )&\cos(\alpha )\\\end{bmatrix}}}
对于任何整数n ，矩阵 
{\displaystyle B_{n}=(\alpha +2\pi n){\begin{bmatrix}0&-1\\1&0\\\end{bmatrix}}}
是A的矩阵对数。因此，矩阵A具有无穷多个矩阵对数。  这意味着旋转{\displaystyle 2\pi }的整数倍会回到初始位置。 
在李群中，旋转矩阵A是李群SO（2）的元素。对应的矩阵对数B是李代数的元素，因此（2）由所有反對稱矩陣组成 。矩阵 
{\displaystyle {\begin{bmatrix}0&1\\-1&0\\\end{bmatrix}}}
是李代數 SO(2)的生成元。

## 存在性
对于一个复矩阵，该矩阵存在矩阵对数当且仅当它是可逆的。   矩阵对数不是唯一的。但若矩阵的全部特征值都不是负数或零，则该矩阵有唯一一个主值对数，使得该主值对数矩阵的特征值之虚部全部位于区间{\displaystyle (-\pi ,\pi ]}中。  实矩阵的主值对数也是实的。
对于一个实矩阵，该矩阵存在实矩阵对数当且仅当它是可逆的并且负特征值对应的每个若尔当块出现偶数次。   如果可逆实矩阵不满足若尔当块的条件，那么它只有非实对数。  在实数的情况下体现为：对数在-1处不是实的。

## 性质
如果A和B都是正定矩阵 ，那么 
{\displaystyle \operatorname {tr} {\log {(AB)}}=\operatorname {tr} {\log {(A)}}+\operatorname {tr} {\log {(B)}}}
如果A和B是可交换的，即AB = BA ，那么 
{\displaystyle \log {(AB)}=\log {(A)}+\log {(B)}.\,}
把B = A -1代入上式 ，得到 
{\displaystyle \log {(A^{-1})}=-\log {(A)}}

## 参看
- 矩阵函数
- 矩阵的平方根
- 矩阵指数
- 贝克-坎贝尔-豪斯多夫公式